# Quercus pumila
Quercus pumila es una especie del género Quercus dentro de la familia de las Fagaceae. Está clasificada en la sección Lobatae; del roble rojo de América del Norte, Centroamérica y el norte de América del Sur que tienen los estilos largos, las bellotas maduran en 18 meses y tienen un sabor muy amargo. Las hojas suelen tener lóbulos con las puntas afiladas, con cerdas o con púas en el lóbulo.

## Distribución y hábitat
Es originaria del sudeste de los Estados Unidos.

## Taxonomía
Quercus pumila fue descrita por Thomas Walter y publicado en Flora Caroliniana, secundum . . . 234. 1788.
Etimología
Quercus: nombre genérico del latín que designaba igualmente al roble y a la encina.
pumila: epíteto latíno que significa "enano".
Sinonimia
- Cyclobalanopsis sericea (Aiton) Schottky
- Quercus cinerea var. nana A.DC.
- Quercus cinerea var. pumila (Walter) M.A.Curtis
- Quercus elliottii Wilbur
- Quercus phellos var. pumila (Walter) Michx.
- Quercus phellos var. sericea Aiton
- Quercus pumila var. sericea (Aiton) Engelm.
- Quercus sericea (Aiton) Willd.[1][4]